# Hanna K.
Hanna K. è un film del 1983 diretto da Costa-Gavras.

## Trama
Hanna Kaufman, un'avvocatessa ebrea di trentacinque anni, lascia il marito e la Francia per andare a vivere a Gerusalemme. Qui si unisce a un magistrato israeliano, da cui aspetta un figlio. La donna decide di difendere, in un processo, Selim Bakri, un palestinese accusato di terrorismo.
Vinta la causa, l'uomo, però, viene deportato in Giordania ma ritorna illegalmente in Israele, rivendicando il diritto di riottenere la casa confiscata dal governo. Chiede nuovamente di farsi assistere legalmente dalla donna, con la quale instaurerà gradualmente una profonda amicizia. Ma la donna verrà abbandonata dal magistrato e sceglierà la solitudine.

## Produzione

### Riprese
Il film, nelle scene iniziali, è girato nella città pugliese di Manfredonia. 
In particolare la struttura rurale che compare nelle fasi iniziali è la Masseria Signoritti. Mentre gli interni del carcere di massima sicurezza sono girati a Roma presso gli Studi De Paolis.